# Baldangiin Sandschaa
Baldangiin Sandschaa (mongolisch Балдангийн Санжаа, auch: Baldangiin Sanjaa, Baldangijn Sandżaa; * 9. April 1937) ist ein ehemaliger mongolischer Ringer.
Er nahm an den Olympischen Spielen 1964 in Tokio teil, bei denen er nach zwei Runden vorzeitig ausschied. Er verlor seinen ersten und gewann seinen zweiten Kampf. Aufgrund der vier für die Niederlage verhängten Punkte qualifizierte er sich nicht für die dritte Runde.